# Le Grand Tarin taré
Le Grand Tarin taré est un album de bande dessinée de la série Bob et Bobette.  Il porte le numéro 296 de la série actuelle.

## Synopsis
Une belle fête de famille chez Tante Sidonie se termine bien mal: Bob, triste et dépressif, s'enfuit de la maison. Il est recueilli et embrigadé par l'Ordre mystérieux des Nasillards. Lorsque nos amis veulent libérer Bob, ils découvrent les projets démoniques de l'Ordre. Une contre-attaque est organisée, mais il semblerait que l'Ordre dispose d'une arme épouvantable ce qui rend la mission de nos amis presque impossible...

## Personnages
- Bobette
- Bob
- Lambique
- Sidonie
- Jérôme
- Barabas